# 미스터로맨스
미스터로맨스는 대한민국의 영상 프로덕션 기업이다. 2011년 8월에 시작했다.

## 미스터 로맨스 제작 작품
| 연도 | 매체         | 제목           | 공동제작사                | 비고                        |
| ---- | ------------ | -------------- | ------------------------- | --------------------------- |
| 2016 | tvN          | 도깨비(드라마) |                           | 캐나다 촬영 프로덕션 서비스 |
| tvN  | 미스터션샤인 |                | 상해 촬영 프로덕션 서비스 |                             |
| 2019 | tvN          | 사랑의불시착   |                           | 몽골 촬영 프로덕션 서비스   |
| 2023 | Disney+      | 무빙(드라마)   | 스튜디오앤뉴              |                             |

| 제목 | 제목           | 공동제작사 | 비고                      |
| 2015 | 더폰           |            |                           |
| 2015 | 어벤져스2      |            | 한국 촬영 프로덕션 서비스 |
| 2018 | 블랙팬서(영화) |            | 한국 촬영 프로덕션 서비스 |

| 연도 | 매체            | 제목                  | 제작지원                   |
| 2021 | 히스토리 채널   | 트래블다이어리        | 서울특별시                 |
| 2022 | 디스커버리 채널 | 잠적 시즌2            |                            |
| 2022 | 히스토리 채널   | 미각의 도시, 부산     | 부산광역시                 |
| 2023 | JTBC            | 부산의 일곱 가지 비밀 | 부산광역시, 한국수력원자력 |